# Nyttjanderättshavare
Nyttjanderättshavare är den som, utan att vara fastighetsägare, har rätt att bruka eller nyttja en fastighet.
Arrendator, hyresgäst, innehavare av bostadsrätt och  tomträttshavare är typiska nyttjanderättshavare.